# Pażątka III
Pażątka III (Księżyc II, Lipiński II, Pazatka-Lipinsky, Pażątka-Lipiński, Pazotka-Lipinski, Pażątka Lipiński) – kaszubski herb szlachecki, według Przemysława Pragerta odmiana herbu Lipiński II, który z kolei ma być odmianą herbów Księżyc lub Szeliga.

## Opis herbu
Opis z wykorzystaniem zasad blazonowania, zaproponowanych przez Alfreda Znamierowskiego:
Pażątka III (Lipiński IIc, Pazatka-Lipinsky, Pażątka-Lipiński): W polu czerwonym półksiężyc złoty, nad nim takiż krzyż, przy każdym ramieniu mający mały półksiężyc złoty rogami do krzyża, z takąż gwiazdą pod nim; nad krzyżem pięć gwiazd złotych w półokrąg. Klejnot: nad hełmem w koronie trzy pióra strusie. Labry czerwone, podbite złotem.
Pażątka III odm (Lipiński IId, Pazotka-Lipinski, Pażątka Lipiński): Krzyż jest ćwiekowy ze ściętym końcem dolnego ramienia, półksiężyce barkami do krzyża, brak gwiazd pod półksiężycami. W klejnocie ogon pawi.
Księżyc II (Pażątka III odm, Lipiński IIe, Pazatka-Lipinski, Pażątka-Lipiński): Pole błękitne, krzyż łaciński.

## Najwcześniejsze wzmianki
Warianty podstawowy i trzeci wymieniane bez barw przez Żernickiego (Der polnische Adel), powtarzane przez współczesne witryny internetowe zainteresowanych herbownych (Strona rodziny Pazatka,Hans - Peter Wendelin von Pazatka Lipinsky). Ponieważ autor nie określił barw, pole herbu jest rekonstruowane jako błękitne lub czerwone. Wariant drugi, znany jedynie z witryny internetowej jako herb niemieckiej rodziny von Pazotka-Lipinski z Gilching.

## Herbowni
Lipiński (Lipinski, Lipinsky) z przydomkiem Pażątka (Pazontka, Pazatka, Pazotka).